# Lijst van burgemeesters van Grijpskerk
Dit is een lijst van burgemeesters van de voormalige Nederlandse gemeente Grijpskerk in de provincie Groningen, die bestond van 1811 tot 1990 en sindsdien opgegaan is in de gemeente Zuidhorn.
| Ambtsperiode | Naam burgemeester                     | Leven     | Partij of stroming | Bijzonderheden |
| ------------ | ------------------------------------- | --------- | ------------------ | --- |
| 1811 - 1819  | Klaas Jans de Waard                   | 1776-1819 |                    | maire/schout. Eerste doopsgezinde bestuurder ooit in het gebied; boer op de Aeyckemaheerd tegenover het Piepke; verreweg de rijkste man van de gemeente; 11 maart 1819 omgekomen nabij de 'Drievonder', thans het transformatorhuisje (Bosscherweg); zie grafdicht. |
| 1819 - 1826  | Klaas Hellinga                        | 1754-1826 |                    | tot 1825 schout, ovl. 17 september 1826 |
| 1827 - 1828  | Harke Jans van Holdinga               | 1780-1828 |                    | ovl. 2 december 1828 |
| 1829 - 1842  | Klaas Klaassens de Waard              | 1787-1852 | Liberaal           | Zoon van Klaas Jans de Waard |
| 1842 - 1851  | mr. Hendrik Guichart Abresch          | 1812-1882 |                    | vanaf 1849 tevens burgemeester van Zuidhorn, bleef notaris van Zuidhorn |
| 1851 - 1861  | Albert Jacobs Hesselink               | 1821-???? |                    | |
| 1861 - 1867  | Gerrit Jan Hillegondus Ebbinge Wubben | 1834-1908 |                    | werd burgemeester van Smilde |
| 1867 - 1890  | Roelf Bartelds van Holdinga           | 1826-1890 | Liberaal           | ovl. 3 oktober 1890 |
| 1891 - 1893  | Harm Harms Buining                    | 1827-1893 | Liberaal           | ovl. 8 november 1893 |
| 1893 - 1905  | Hindrik Homan Bindervoet              | 1840-1905 | Liberaal           | ovl. 11 september 1905 |
| 1905 - 1916  | Klaas Pieters Feringa                 | 1850-1916 | Vrijzinnig         | gekozen na herstemming (eerste werd ongeldig verklaard door Prov. Staten), ovl. 11 september 1916 |
| 1916 - 1935  | Roelof Bakker                         | 1880-1935 | ARP                | was burgemeester van Dinteloord en Prinsenland, ovl. 13 september 1935 |
| 1936 - 1952  | Adrianus van de Nadort                | 1887-1955 | ARP                | Onderbreking in oorlogstijd (zie Transformatorhuisje) was wethouder van Rhenen. |
| 1944 - 1945  | M.S. Brouwer                          |           | NSB                | waarnemend burgemeester |
| 1952 - 1960  | drs. Klaas Koster                     | 1910-1980 | ARP                | werd burgemeester van Grootegast |
| 1961 - 1980  | Aart Hendrik Marie (Henk) Mulder      | 1927-1998 | ARP/CDA            | werd burgemeester van Loenen |
| 1981 - 1988  | Wybe Johan de Graaf                   | 1944      | CDA                | werd burgemeester van Axel |
| 1988 - 1990  | Pieter Beishuizen                     | 1930-2016 | CDA                | waarnemend burgemeester, was wethouder van Hefshuizen |